# Білоцерківський мирний договір
Білоцеркі́вський ми́рний до́говір 1651, Білоцерківські статті — договір між урядом Речі Посполитої і гетьманом Війська Запорізького Богданом Хмельницьким, укладений в Білій Церкві 18 (28) вересня 1651 року після невдалої для козацько-селянських військ Берестецької битви. Посол вального сейму Речі Посполитої уніят Владислав Сіцінський своїм 1-м голосом не дозволив сейму затвердити цей договір.
Умови договору були важкими для Гетьманщини. За Білоцерківським договором Гетьманщина залишалася під владою Речі Посполитої.
- Шляхті Речі Посполитої поверталися маєтки у Брацлавському і Чернігівському воєводствах;
- територія, підвладна Богдану Хмельницькому, обмежувалася лише Київським воєводством;
- реєстрове козацьке військо скорочувалося з 40 до 20 тисяч чоловік;
- Гетьманщина була позбавлена права вступати у відносини з іноземними державами і повинна була розірвати союз з Кримським ханством.
- гетьман зобов'язувався розірвати союз із Кримом і відіслати з Гетьманщини татарські загони.
- гетьман позбавлявся права дипломатичних відносин з іноземними державами.

Народні маси Гетьманщини й запорозькі козаки були невдоволені Білоцерківським миром настільки, що Богдану Хмельницькому довелося їх утихомирювати. Боротьба повинна була розгорітися з новою силою.
Богдан Хмельницький використав Білоцерківський договір для перепочинку і підготовки нового воєнного виступу проти Речі Посполитої. Після початку воєнних дій Білоцерківський договір у травні 1652 був анульований Богданом Хмельницьким.

## Текст Білоцерківського трактату
ПУНКТИ СПОРЯДЖЕННЯ І ЗАСПОКОЄННЯ ВІЙСЬКА ЙОГО КОРОЛІВСЬКОЇ МИЛОСТІ ЗАПОРОЗЬКОГО НА КОМІСІЇ ПІД БІЛОЮ ЦЕРКВОЮ
від 28 вересня 1651 року
Віддаємо належну пану Богу подяку за заспокоєння і віддалення домового кровопролиття, яке досі тривало, оскільки військо його королівської милості Запорозьке із гетьманом та всією старшиною своєю віддало його королівській милості та Речі Посполитій вірне своє підданство.
Отож ми, комісари, [постановили]:
1.
Лічбу війська реєстрового дозволяємо впровадити і призначаємо на двадцять тисяч, і це військо через гетьмана і старшину має бути зреєстроване, і в самих добрах його королівської милості, у воєводстві Київському, нічого не займаючи із Брацлавського та Чернігівського, має мати розташування на постій, а добра шляхетські мають залишатися вільні, і ті реєстрові ніде не мають залишитися, але хто козаком реєстровим у лічбі двадцяти тисяч залишається, той із добр шляхетських на Київщині, у Брацлавщині та Чернігівщині і з добр його королівської милості має перенестися до добр його королівської милості Київського воєводства туди, де військо його королівської милості утримуватися буде. А хто тільки виходитиме із реєстрових козаків, такий кожен має вільний спродати своє добро без перешкод панів, також старост і підстарост.
2.
Те спорядження війська двадцяти тисяч його королівської милості реєстрового має початися за два тижні від сьогоднішньої дати, а закінчитися до Різдва. Реєстр того війська має бути відісланий із підписом руки гетьманської і до його королівської милості гродських книг поданий per oblatam а, в якому виразно мають бути в кожному місті записані реєстрові козаки за іменем і прізвищем своїм, а весь компут б не має перевищувати лічби 20 тисячі; а хто тільки в тих реєстрах утримуватися буде, ті при давніх звичних вольностях мають залишитися, а ті, котрих той реєстр не покриватиме, залишатимуться у звичному підданстві замковім його королівської милості.
3.
Коронне військо в Київському воєводстві у містечках, в яких залишатимуться реєстрові козаки, не має відправляти леж, але у воєводствах Брацлавському та Чернігівському, в яких козаків уже не буде. Тепер же, одначе, до спровадження реєстрів, до призначеного терміну Різдва, хай би до жодного не приходили замішання, поки не вийдуть до свого місця, до Київського воєводства добр його королівської милості, ті, котрі в лічбі та реєстрі 20 000 перебуватимуть; війська мають затриматися й далі Животова 1 не ходити аж до закінчення реєстру.
4.
Обивателі у воєводствах Київському, Брацлавському. Чернігівському, до своїх добр, також і самі старости через урядників своїх, приходити мають і відразу ж обіймати всілякі провекти в, корчми, млини, юрисдикції, однак у самому вибиранні податків від підданих до того терміну спровадження реєстрів мають затримуватися, щоб ті, котрі будуть реєстровими козаками, тим часом вибралися, і вже тільки ті залишаться, котрі до підданства належатимуть. Також і в добрах його королівської милості, що вже відомо буде, хто при вольностях козацьких залишиться, а хто при підданстві та послушенстві замковім. 
а Через занесення (латин.). 
б Компут — список. 
в Провекти — прибутки.
5.
Чигирин, згідно привілею його королівської милості, має залишатися при гетьмані, і як теперішній гетьман, уроджений Богдан Хмельницький, є з подання та привілею його королівської милості, так і напотім має бути під зверхністю й управою коронних гетьманів, і мають бути упривілейовані 2. Кожен, залишаючись гетьманом, має виконати присягу підданчої віри його королівській милості та Речі Посполитій, а полковники усі й старшина мають бути з подання гетьмана його королівської милості запорозького.
6.
Релігія грецька, котру військо його королівської милості Запорозьке profitetur а, має бути утримана в давніх вольностях, згідно давніх прав, [також] катедри, церкви, монастирі та Київський колегіум. Коли б хтось під час того замішання щось мав випросити або під котрим із духовенства, те жодної ваги не може мати. 
а Визнає (латин.).
7.
Шляхта римської та грецької релігії, котра під той час замішання була при війську його королівської милості Запорозькому, також і київські міщани, ті всі мають покриватися амністією і утримані при здоров'ї, кондиціях та субстанціях своїх. Коли б щось під котрим було випрошено, має бути знесене конституцією, аби всі залишались у ласці його королівської милості. Навзаєм, козаки, котрі були при війську його королівської милості, мають залишатися при своїх вольностях, жінках та дітках.
8.
Жиди в добрах його королівської милості і в шляхетських, як бували мешканцями та орендаторами, так і тепер мають бути.
9.
Орда, яка на той час перебуває в землі, має бути зараз-таки відправлена і уступити із землі, жодної шкоди не чинячи в державах його королівської милості і не ставати кошем на ґрунтах Речі Посполитої; їх гетьман запорозький обіцяв привести до послуг його королівської милості, відтак коли б того не сталося, до майбутнього сейму більше жодного союзу та приязні із ними не має мати військо його королівської милості Запорозьке, але уважати за неприятелів його королівської милості та Речі Посполитої, рубежів боронити і супроти них із військом Речі Посполитої поставати. Також на майбутні часи з ними і зі сторонніми панами жодних не чинити зносин та конспірацій, але мають залишатись у вірному підданстві його королівської милості та Речі Посполитої цілком і непорушно. Так само як теперішній гетьман з усією старшиною і з усім військом Запорозьким, так і всі наступники після нього на майбутні часи цілком, вірно, зичливо мають залишатися на кожну послугу Речі Посполитій.
10.
Оскільки ніколи військо його королівської милості Запорозьке реєстром не охоплювало рубежів Великого князівства Литовського, то й тепер охоплювати не має, але так, як вище є подано, утримуватися буде в Київському воєводстві.
11.
Оскільки Київ є місто столичне і судове, то в ньому якнайменше козаків до реєстру має прийматися.
Ті пункти всі для ліпшої віри та певності, що мають бути всі непорушені та виконані як від нас, комісарів його королівської милості, так і від Запорозького війська, гетьмана та старшини навзаєм, а затим і Речі Посполитій поприсяжені тією ротою а, що всі ті пункти цілком мають бути дотримані. 
а Рота — присяга.
А за таким заспокоєнням і спровадженням у мирі та згоді коронне військо зараз рушить у призначені місця й чекатиме на спровадження реєстрів; орда також зараз із землі відійде, а військо його королівської милості Запорозьке до своїх домів має бути розпущене.
На сейм, що незабаром буде, мають послатися посли від гетьмана його королівської милості Запорозького, покірно дякуючи за милосердя і ласку його королівської милості та всієї Речі Посполитої.
Їхні милості панове комісари:
- Його милість пан Миколай Потоцький, гетьман великий коронний
- Його милість пан Мартин Калиновський, гетьман польний коронний
- Його милість пан Адам Кисіль, воєвода київський
- Його милість пан Станіслав Лянцкоронський, воєвода брацлавський
- Його милість пан Збігнев Горайський, каштелян київський
- Його милість пан Казимир Косаковський, підсудок брацлавський

З Великого князівства Литовського:
- Його милість пан Януш Радзивил, польний гетьман литовський
- Його милість пан Кароль Хлібович, воєвода смоленський
- Його милість пан Вінцентій Ґосевський, стольник Великого князівства Литовського

Від війська його королівської милості Запорозького:
- Богдан Хмельницький, гетьман його королівської милості війська Запорозького, іменем усього війська
- Матвій Гладкий, полковник миргородський
- Іван Кушевич Минківський, полковник паволоцький
- Яків Пархоменко, полковник чигиринський 4
- Михайло Громика, полковник білоцерківський 5
- Яків Одинець, суддя черкаський 6
- Баран Худий ?, полковник черкаський
- Іван Виговський, писар війська його королівської милості Запорозького.

## Галерея

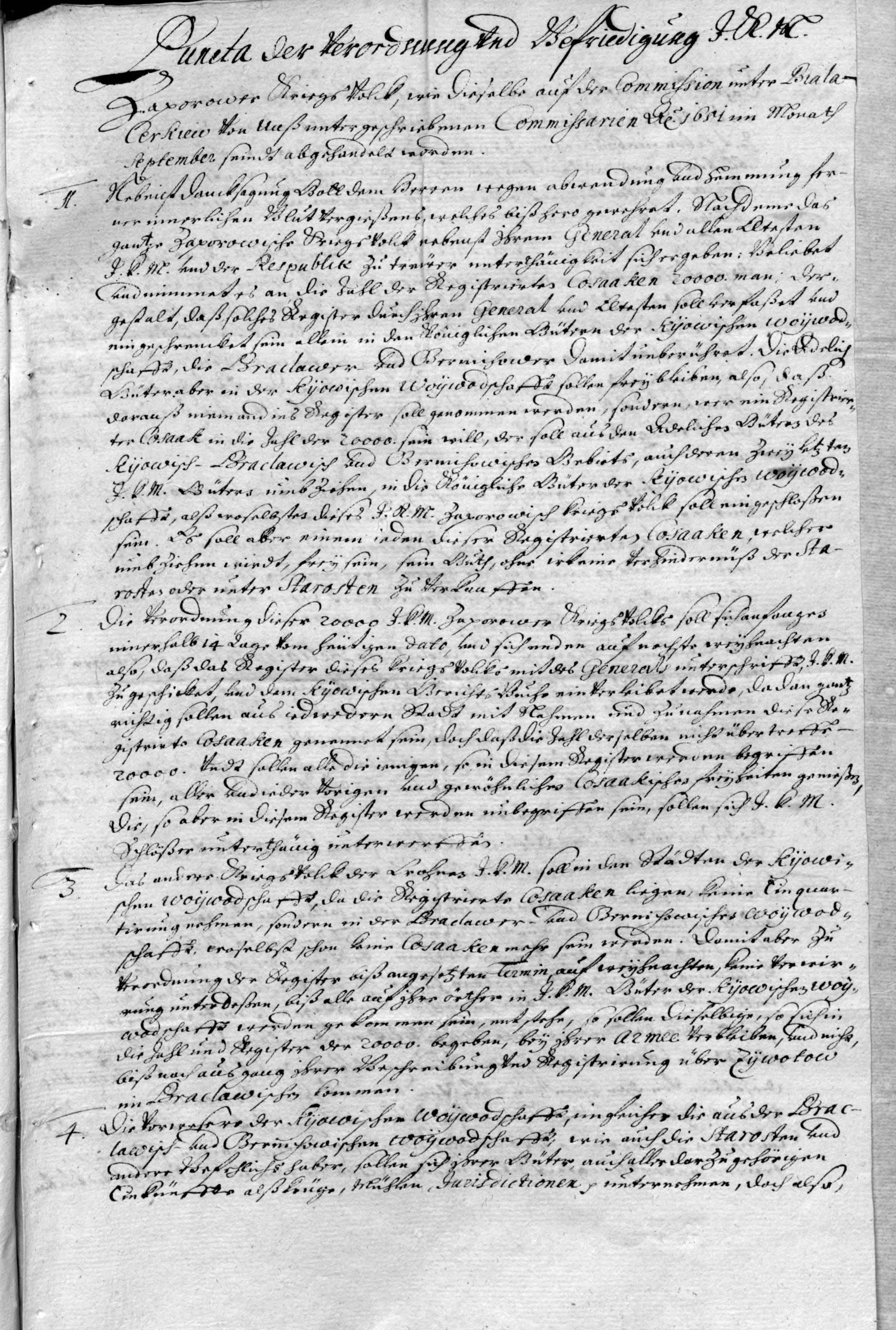
Перепис договору з Державного архіву Швеції. Сторінка 1
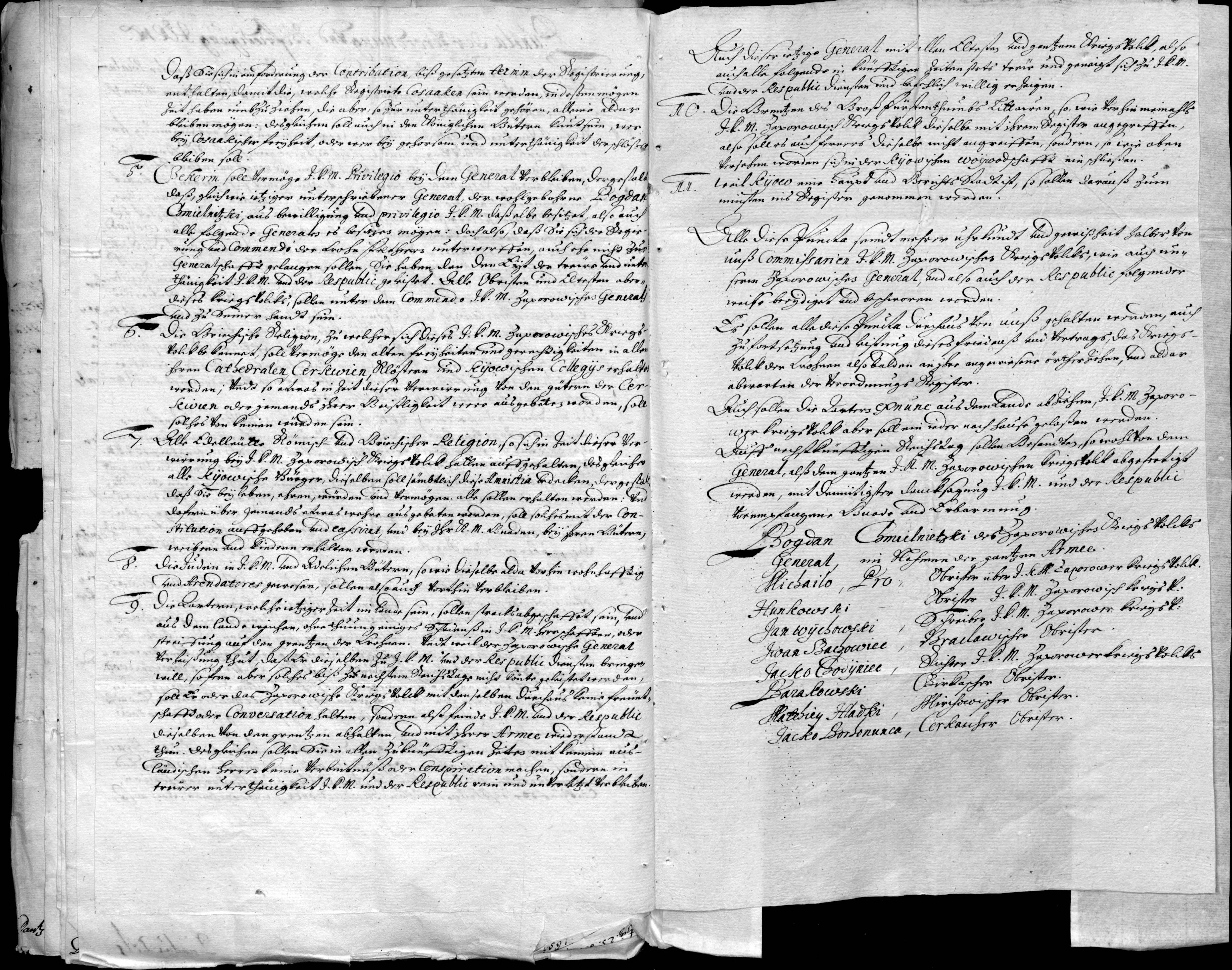
Перепис договору з Державного архіву Швеції. Сторінка 2—3